# Climat : comment éviter un désastre
Climat : comment éviter un désastre - Les solutions actuelles. Les innovations nécessaires (en anglais : How to Avoid a Climate Disaster: The Solutions We Have and the Breakthroughs We Need) est un livre écrit par Bill Gates et publié en février 2021. Dans ce livre, Bill Gates aborde l'urgence du changement climatique et propose un plan d'actions pour arriver à la neutralité carbone.

## Contexte
L'essai est publié le 16 février 2021 aux États-Unis et le lendemain en France. La traduction en français a été écrite par Raymond Clarinard. C'est le 3e livre écrit par Bill Gates, après The Road Ahead (en) paru en 1995 et Business @ the Speed of Thought (en) en 1999, et le 1er sur un sujet autre que l'informatique. Bill Gates a déjà pris la parole et investi sur le sujet du changement climatique, notamment dans le domaine des énergies propres. Il a par exemple présenté à la conférence de Paris de 2015 sur les changements climatiques une coalition d'entreprises, Breakthrough Energy (en), pour soutenir l'innovation énergétique. 

## Synopsis
Climat : comment éviter un désastre décrit la nécessité de réduire les émissions de gaz à effet de serre jusqu'à arriver à la neutralité carbone dans les prochaines décennies. Il détaille ensuite un plan d'actions pour y parvenir. 
Il consacre un chapitre à expliquer pourquoi il faut atteindre le « zéro carbone ». Une des raisons est que « près d'un cinquième du dioxyde de carbone émis aujourd'hui sera encore là dans dix mille ans » écrit-il. Il met également en avant les dégâts que provoqueraient une augmentation de un ou deux degrés Celsius de la température. Le livre fait le constat que cet objectif est très difficile à atteindre car de nombreuses activités humaines libèrent des gaz à effet de serre, mais qu'il est possible d'y parvenir.
Selon Bill Gates, pour arriver à cet objectif, il faut repenser de façon globale tout ce que nous produisons. Il consacre trois chapitres à expliquer de quelles technologies existantes nous pouvons disposer et de ce que nous devons développer dans le temps pour arriver à la neutralité carbone. Ces développements passent par la nécessité d'innover, de sorte que les activités humaines émettent beaucoup moins de gaz à effet de serre. L'innovation doit être technologique, mais aussi dans la façon dont nous construisons l'économie, les marchés et les politiques publiques.

## Réception
Le livre a commencé aux Etats-Unis à la 1re place du classement New York Times Best Seller list la semaine de sa sortie.